# Русско-турецкая война (1568—1570)
Русско-турецкая война 1568—1570 годов (крымско-турецкий, астраханский поход, в турецкой историографии «Астраханская экспедиция») — война между Русским царством и Османской империей, первая из русско-турецких войн, причиной которой стал целый комплекс геополитических обстоятельств.

## Причины кампании и подготовка к ней
Русское царство завоевало в 1552 году Казанское ханство, а в 1556 году Астраханское ханство. Иван IV Грозный распорядился построить в Астрахани новый кремль, возвышавшийся на холме над Волгой.
В результате укрепления русского государства на границах Урала и Чёрного моря в районе рек Дон (Тен) и Волга (Идел) северные торговые пути и маршруты мусульманского паломничества хаджа, связывающие Центральную Азию с Крымом и Анатолией и проходящие севернее Каспийского моря, были нарушены. Иранское государство Сефевидов, давний враг Османов, блокировало восточный маршрут. Это могло стать первым шагом к потере османского влияния в этом стратегическом регионе. В этом османские правители увидели дальнейшую угрозу захвата территории своих кавказских и крымских владений.
Русское присутствие здесь также ослабляло влияние Османской империи на Кавказе и способствовало укреплению на Кавказе Московского царства, где и до этого под предлогом защиты «пятигорских» (кабардинских) князей, вассалов Московского государства, постоянно пребывали то московские отряды, то московские гарнизоны, а на реках Тереке и Сунже выросли казачьи «города». В связи с этим ещё в 1564 году часть черкесских князей, которые старались сохранить свою самостоятельность, указывали крымскому хану Девлет-Гирею на недопустимость возведения этих укреплений во владениях тестя Ивана IV князя Темрюка Кабардинского и связанные с этим геополитические последствия. По словам князей, «если там будет поставлен город — то не только им пропасть, но и Тюмень и Шемкал будут за Москвою».
Это, в свою очередь, способствовало ослаблению позиций Османской империи в Азербайджане, которая вела там борьбу с государством Сефевидов в Иране. Одновременно Сефевиды вели борьбу в Туркестане с узбеками. Таким образом, государство Сефевидов также нарушало связь Туркестана и Анатолии, отрезая путь паломников и торговцев из Туркестана. В связи с этим, актуальность старых азиатских караванных путей из Средней Азии на запад, проходящих севернее Каспийского моря, только возросла.
Для окончательного решения проблемы паломников, изгнания русских и достижения своих геостратегических целей в 1568 году султан Селим II и великий визирь Мехмед Соколлу решили предпринять вместе c Крымским ханством поход на Астрахань, которая занимала важное стратегическое положение, являясь узлом обороны русского государства в этом регионе и крупным торговым центром (что, в свою очередь, сулило определённые экономические выгоды). Во время похода также планировалось реализовать возникшие ещё в 1563 году у предшественника Селима II Сулеймана Великолепного, точнее — у его главного советника великого визиря Мехмеда Соколлу планы прорыть канал на волгодонской переволоке, для того чтобы облегчить путь между Каспийским и Чёрным морем. Кроме того, захват Астрахани и строительство канала давали туркам дополнительную возможность громить персов, а также лишали последних возможностей вести здесь выгодную для себя торговлю, что могло привести Персию в полную зависимость от воли султана.
Селим II отправил крымскому хану Девлет Гирею приказ приступить к подготовке экспедиции. Мехмед Соколлу назначил начальником экспедиции знатока региона бейлербея Кафы черкеса Касим-бея (Касим-пашу).
Девлет Гирей довольно ревниво смотрел на прямое военное вторжение Османской империи на территорию своих непосредственных соседей, что грозило Крыму превращением практически в обыкновенную провинцию Турции, и не только не желал принимать участие в намеченном на весну 1564 года походе на Астрахань с целью создания канала между Доном и Волгой, но и приложил все усилия, чтобы отговорить турецкого султана от этой затеи. О степени нежелания и усилий крымского хана говорит тот факт, что несмотря на готовность к походу запасов строительного инструмента, поход действительно был отменён, и султан «к Астрахани ходити не велел». Несмотря на это, к 1567 году Девлет Гирей был уже обеспокоен строительством на Тереке московской крепости и военными походами черкас, как он считал, по воле царя, на соседей. В результате была даже направлена специальная военная экспедиция крымских царевичей, в ходе которой была проведена разведка о постройке московской крепости на Тереке, а также были разгромлены кабардинцы, которым покровительствовала Москва. Кроме того, Девлет Гирея беспокоили успехи Русского царства в Ливонской войне и возможный обход Крымского ханства с запада, особенно в случае завоевания Киева и закрепления на Днепре. Все это подтолкнуло крымского хана принять участие в турецком военном походе на Астрахань в 1569 году.

## Турецкий поход на Астрахань
После формирования армии, 31 мая 1569 года, Касим выступил в поход и соединился с ханом Девлетом I Гераем.
В войске под началом Касима-паши было 15 тысяч янычар, 2 тысячи сипахов, несколько тысяч азапов и акынджи. В составе войска Касим-паши были солдаты из регионов Никопол, Силистра, Амасья, Чорум и Джаник. У крымского хана Девлет Гирея было 50-тысячное войско (кавалерия?), в которое входили ногайцы и крымские татары. «Иные ж полки шли по сторонам, по преди и созади и со сторон, яко и поле все покрыша тако много, яко их со высокого самого кургану созрети не возмогох…».
Кроме того, вслед за войском шли 30 тысяч рабочих из городов Кафа, Балаклава, Тамань и Мангуп, собранные для рытья канала.
Войско было послано с задачей взять Астрахань, основать там крепость и прикрывать при этом работу по созданию канала.
Большую часть войска Касим отправил в Азов, а сам с 12 орудиями направился к Астрахани.
Объединённое крымско-турецкое войско, подкреплённое гребными судами, выступило от Азова и поднялось вверх по Дону до Переволоки на реке Царица, где турки попытались прорыть канал от Волги к Дону. Там войско стало ждать прибытия каравана судов, на которых доставлялось снаряжение. Однако по прибытии последних переволочь суда на Волгу не удалось. Стала также ясна неисполнимость создания Волго-Донского канала. В связи с этим, турецко-крымское войско решило вернуться назад. В это время к ним пришли послы астраханских татар и ногаев, обещавшие предоставить им на Волге и Каспии свои суда, если они освободят Астрахань от власти русских.
Земляные работы было решено продолжить. Однако земляные работы и 30 тыс. человек в этом районе увидел возглавлявший Астраханский гарнизон князь Пётр Семёнович Серебряный-Оболенский.
В 1569 году поход на помощь осаждённой турками Астрахани совершил гетман Войска Запорожского Михаил Вишневецкий. У Н. А. Маркевича в «Истории Малой России» написано: «Гетман Кн. Михаил Вишневецкий был избран из Воевод и, в том же году <1569>, послан Королём на помощь Царю под Астрахань, к которой шли Турки и Татары. Выступив из Черкас, на дороге присоединили он к себе полки охочекомонные и часть Запорожцев…».
К весне 1569 года Турция сосредоточила в Азове 17-тысячную армию при 100 орудиях. Эти силы предназначены были для захвата Астрахани и изгнания русских из Нижнего Поволжья. Летом турецкая армия двинулась из Азова к Астрахани и по пути соединилась с 40-тысячной Крымской ордой и восставшими ногайцами. На переволоке между Доном и Волгой турки задержались на две недели, предприняв тщетные попытки прорыть канал. Затея оказалась неисполнимой. Турки не смогли переправить галеры с тяжёлой артиллерией на Волгу и вернули их по Дону на Чёрное море. От переволоки турки и татары вышли к Астрахани, но не осмелились штурмовать Заячий остров, на котором располагалась крепость. 20 сентября 1569 года началась осада.
При этом всё ухудшающиеся погодные условия провоцировали увеличивающееся дезертирство. Начались проблемы со своевременной оплатой труда рабочих. Снабжение османской армии также было недостаточным — не хватало как пушек, так и людей. Через некоторое время общее недовольство рабочих передалось и солдатам, осаждавшим город, выражаясь время от времени в беспорядках. Зимовать янычары не захотели и взбунтовались. Всё это привело к остановке Касим-пашой земляных работ, с одобрения султана и великого визиря.
В результате, ввиду больших потерь, дождавшись ночи, Касим-паша бежал, оставив в арьергарде войско крымского хана. Османская армия была вынуждена снять осаду города и уйти. 26 сентября после десятидневной стоянки турки и татары подожгли свои укрепления и удалились от города. Во время перехода по безводным степям Северного Кавказа «кабардинской дорогой» часть воинов погибла от голода и болезней. На Дону турок атаковали казаки. В Азов вернулось только 700 солдат.
В это же время османский флот оказался практически полностью уничтожен сильным штормом около крепости Азов. Проигравшая армия не смогла вернуться в Анатолию.
Весной 1570 года послы Ивана Грозного заключили в Стамбуле договор о ненападении.
Поражение турецкой армии не привело к прекращению турецко-татарской экспансии, направленной против России.

## Походы крымцев
Крымские татары весной 1570 года совершили набег на Русское царство, в связи с чем в конце мая 1570 года по известиям о нападении «на рязанския места и на каширския крымских людей» царь Иван предпринял поход на Коломну, в котором также принял участие князь Пётр Семёнович Серебряный-Оболенский.
В 1571 году 40 тысяч крымских татар и ногаев вновь обошли засечные линии и сожгли Москву. В следующем 1572 году 60-тысячное крымское войско с 7 тысячами турецких янычар попыталось покорить Московское царство, но было почти полностью уничтожено в Битве при Молодях.